# Armando Diaz
Armando Diaz (5 december 1861 – 29 februari 1928) was een Italiaanse generaal tijdens de Eerste Wereldoorlog.

## Militaire loopbaan
Hij werd geboren in Napels. Diaz begon zijn militaire carrière als student aan de Militaire Academie in Turijn, waar hij artillerieofficier werd. Hij was kolonel tijdens de Italiaans-Turkse Oorlog waar hij het bevel had over de 93ste infanterie-eenheid, en in 1914 was hij een belangrijke generaal. Bij het uitbreken van de Eerste Wereldoorlog, werd hij overgeplaatst naar de legerleiding, waar hij hoofd werd van de eenheden operaties onder generaal Luigi Cadorna. Hij werd bevorderd tot 2-sterrengeneraal in juni 1916 en kreeg het bevel over de 49ste divisie en daarna over het 23ste legerkorps. De Slag bij Caporetto in oktober 1917 was een grote catastrofe voor het leger. Op 8 november 1917 werd hij benoemd tot opvolger van Cadorna als stafchef van de generale staf.
Na de oorlog werd hij senator en in 1921 kreeg hij de titel Duca della Vittoria. Hij werd door Benito Mussolini benoemd tot minister van oorlog en werd bevorderd tot maarschalk. Bij zijn pensionering, in 1924, werd hij geëerd met de rang van Maarschalk van Italië (Maresciallo d'Italia). Hij stierf in 1928. Hij ontving ook de Amerikaanse Army Distinguished Service Medal.

## Onderscheidingen
(selectie):
- Ridder in de Orde van de Aankondiging op 4 november 1919[2]
- Orde van Sint-Mauritius en Sint-Lazarus
  - Grootkruis op juni 1919[2]
  - Commandeur op 9 januari 1917[2]
  - Officier op 5 juni 1915[2]
  - Ridder op 13 januari 1907[2]
- Militaire Orde van Savoye
  - Grootkruis 24 mei 1919[2][3]
  - Commandeur 24 februari 1918[2][3]
  - Officier 16 maart 1913[2][3]
- Orde van de Italiaanse Kroon
  - Grootkruis in juni 1919[2]
  - Grootofficier op 30 december 1917[2]
  - Commandeur op 31 december 1914[2]
  - Officier op 4 juni 1914[2]
  - Ridder op 24 december 1899[2]
- Zilveren medaille voor Dapperheid
- Oorlogskruis (Italië) (2)
- Médaille militaire
- Commandeurskruis in de Virtuti Militari
- Croix de guerre (Frankrijk)
- Oorlogskruis (België)
- Baljuw-grootkruis van Eer en Devotie in de Orde van Malta